# Dithecodes pseudacidalia
Dithecodes pseudacidalia là một loài bướm đêm trong họ Geometridae.